# Крип-а-Крип
Глеб Юрьевич Волков (род. 15 сентября 1983 года, Ленинград, РСФСР, СССР), более известный под псевдонимом Крип-а-Крип — российский рэпер, бывший участник рэп-групп Umbriaco и Def Joint.

## Биография
Глеб упоминает в своих текстах Купчино (Санкт-Петербург), свое место проживания.

### Музыкальная карьера

#### 2000—2006: Начало
Глеб начал свой хип-хоп путь в 2000 году с Грязным и Стручем в группе «Переходный возраст». В таком составе они выпустили альбом «Хип-хоповое созревание». Через некоторое время к группе «Переходный возраст» присоединяется Альф (позже ставший Masta Bass) из группы Fucktory, и коллектив меняет название на Umbriaco.
В 2002 году выходит дебютный альбом группы Umbriaco под названием «Не в фокусе». Позже группу покидают двое участников: сначала Альф, ушедший в R’n’B-проект, а чуть позже Грязный, занявшийся сольной карьерой. Затем в 2003 и в 2005 выходят альбомы «Дай мне повод» (записывался в 1999—2001 годы) и «Эврика» соответственно. По словам Елены Раш с сайта Prorap.Ru, первый альбом не похож на всё последующее творчество всех участников Umbriaco, и именно этим он и интересен: «Брутальные текста, абсолютно андеграундное звучание, юношеский протест, красной нитью проходящий через все треки.».
Новая веха в существовании Umbriaco началась благодаря артистам с лейбла Kitchen Records, в том числе: Смоки Мо, группы Krec и «Невский Бит» и многим другим. Жизнь этого объединения была несправедливо коротка, но за время его существования были изданы такие альбомы, как «Кара-Тэ» Смоки Мо и «Нет волшебства» группы Krec, но без участия Umbriaco не получилось бы полной картины. Со временем Umbriaco стали известными не только в пределах родного города. Многим в то время эта группа была весьма интересна. Именно в это время, на этой волне, создаётся третий альбом группы под названием «Эврика», где на совместных треках отметилось очень много разноплановых исполнителей: «СевZквад», Бойлер, Maestro A-Sid, «Другие Эмоции»… Именно тогда стиль речитатива Крипла становится ломано-непонятным и ещё более зарифмованным.
К сожалению, ничто не вечно, и сейчас Umbriaco живёт только в сердцах слушателей и в записанных за всю историю существования треках.

Крипление и Струч, решили разойтись по разным сторонам, дав возможность друг другу реализовать все свои планы относительно творчества. Крипл остался верным андеграундному звучанию, Струча же привлекли более лёгкие ритмы и женский вокал.Елена Раш на сайте Prorap.ru

#### 2007—2009: Def Joint, «ППМП»
В Def Joint входили такие исполнители, как L-Brus, D.masta, Витёк, Fike, группа Baby Lone Soul (Lil’ Kong & Kathy Soul), Beat-Maker-Beat, Кажэ Обойма, Смоки Мо, Jambazi, Rena, Big D и сам Крип-А-Крип.
В таком составе Def Joint выпустили сборники «Опасный Джойнт» и D.Vision, на которые попали такие треки Крип-А-Крипа, как «СПб ч. 1» и «Поставь мой компакт».
Вскоре после выхода сборника D.Vision Крип-А-Крип, Смоки Мо, Кажэ Обойма, Витёк и Fike покинули Def Joint по причине того, что он «стал ассоциироваться с определённым набором тем и понятий американского рэпа», как прокомментировал Витёк на сайте Rap.ru.
Вскоре вскользь было упомянуто:
Ушедшие из Def Joint объединились в новую тусовку под названием Saint-P, также записано два трека супергруппы, состоящей из Смоки Мо, Витька, Кажэ и Крипла. Вскоре должно появиться официальное видео-заявление.
Как известно, никаких заявлений не последовало и более эта тема не поднималась.
30 декабря 2009 года Крип-А-Крип выпускает первый сольный релиз — микстейп «Питер порвёт, Москва порешает». В одной из песен он упомянул, что скоро будет полноценный альбом. На момент зимы 2011 стало известно, что до выхода альбома будет релизован бутлег с названием «Аудионаркотик», который в то время уже был готов на 70 процентов. Бутлег должен был состоять из совместных композиций с такими рэп-исполнителями, как Смоки Мо, Big D, Bess и группа «ТГК».

#### 2010—2012: Затишье, «Грехи Отцов»
Некоторое время Глеб пребывал в затишье. За период 2010 — начало 2012 были представлены лишь несколько новых песен: «Дай мне тему» (уч. группа Papazz), «Свойства характера» (уч. Хаак), на которую был снят клип, «Пара печальных фактов 2011» (уч. Форс), «Чистый хип-хоп» (уч. Смоки Мо), «Внутренний стержень» (уч. Наум Блик, Мак).
Летом 2012 года Крип-А-Крип вступил в ряды молодой питерской команды «Грехи Отцов», где помимо него уже участвовали шесть MC: Jubilee, Дима Гамбит, speedball, Mic Chiba, астма, Kid Шахид.
Вступление было сопровождено вышедшей 19 июня видеоработой на песню «Стас Михайлов», названную так в честь одноимённого популярного певца, исполненную Криплом совместно с Димой Гамбитом. Песня вошла на микстейп последнего под названием «Сказочно по**й».
17 августа выходит в свет микстейп Майка Чибы «Дай пять, Чиба!», в котором принял участие Крип-А-Крип. Осенью, в октябре, к группе присоединился Galat.
16 декабря Крипл покинул «Грехи Отцов». Вскоре, после разного рода обстоятельств, в том числе и после столкновения с рэпером D.masta, группа прекратила своё существование.

#### 2013 — настоящее время: «Красная жара»
На лето 2013 года был запланирован выход дебютной сольной пластинки Крипла «Красная жара», сообщается, что все песни уже записаны. Чуть позже, в апреле, вместе с клипом на одноимённую песню, был анонсирован микстейп «Упоротый лис», выход назначен на осень. 17 мая был выпущен сингл «АБВ». 7 июня презентованы передняя обложка альбома и следующий сингл — «Молчи о любви». 29 июня выходит видеоклип на песню «Начало».
Глеб также принял участие в батле Versus, где его оппонентом предстал Oxxxymiron.
Я приехал недавно с баттла Версус. Там участвовали Гарри Топор, Стим, я, Галат из «Грехов Отцов» и такой чувак – Хохол. Собирается туса, тексты пишутся заранее. Все без музыки – как будто два поэта встречаются и начинают выяснять, кто лучше.Крип-А-Крип
Выход альбома «Красная жара» состоялся 15 сентября — в день рождения исполнителя. Гостевые куплеты на песни с альбома написали Obe 1 Kanobe, D.masta и Robert Ryda. Припевы пяти песен исполнил Masta Bass, с которым Крипл ранее состоял в группе Umbriaco.
Альбом готовился в атмосфере полного угара. <…> Получилось весело.заявил Глеб в августовском интервью.
Ко 2 октября Крипл записывает видеоприглашение на презентации альбома в городах Санкт-Петербург и Москва. Презентации проходят 5 и 20 октября соответственно.
Второй раз на Versus Крипл попадает на пару с Билли Миллиганом. Он выигрывает. Через какое-то время был опубликован трек со студийной записью выступления.
16 июня состоялся релиз 2-го микстейпа.
В конце 2017 года участвует в баттле «Рвать на битах 2» в одной команде с Кажэ Обоймой.

## Дискография
| - 2013 — «Красная жара» - 2023 — «Gold School» (Кажэ Обойма и Крип-а-Крип) - 2025 — «Большой Глебовски» | - 2009 — «Питер порвёт, Москва порешает» - 2014 — «Микс-А-Микс» |

| «Переходный возраст» - 2000 — «Хип-хоповое созревание» Umbriaco - 2002 — «Не в фокусе» - 2003 — «Дай мне повод…» - 2005 — «Эврика» Def Joint - 2008 — «Опасный Джойнт» (сборник) - 2009 — D.Vision (сборник, интернет-релиз (Rap.Ru) | - 2012 — «Это нормально» (remix; уч. Карандаш, Dime, Сэт, Гига, Нигатив, группа «Марсель», Фьюз, PLC, вАрчун, Lenin, группа Anacondaz, Дабл) - 2013 — «#Автопилот» (remix) - 2013 — «АБВ» - 2013 — «Молчи о любви» (уч. Mastabass) - 2013 — «Автопилот» (remix by Subharmonics Beatz; уч. D.masta) |

### Участие
| - 2004 — «Кара-Тэ» (альбом Смоки Мо) - 2004 — «Нет волшебства» (альбом группы Krec) - 2006 — «Планета 46» (альбом Смоки Мо) - 2006 — «Точка росы» (альбом Нигатива) - 2006 — «Inferno. Выпуск 1» (альбом Кажэ Обоймы) - 2007 — «Трансформер» (сборник ремиксов Кажэ Обоймы) - 2007 — «Месиво» (альбом Mal da Udal’а) - 2008 — «Новый русский рэп 2. Голая правда» (микстейп Drago) - 2009 — «Ни о чём» (альбом Птахи) - 2009 — «Мой магнитофон» (альбом КРП aka Купэ) - 2009 — «Путь эгоISTа» (альбом Ist Side Prod.) - 2009 — The Most Dangerous LP (альбом Кажэ Обоймы) - 2009 — «Зелёные Ярославли» (альбом Пумы и Коли Найка) - 2010 — «Качай и слушай vol. 2» (микстейп Дабла и DJ Shok-1) - 2010 — «От души душевно в душу» (альбом Бледнолицего Панамы) - 2010 — «По течению» (мини-альбом группы Papazz) | - 2010 — «Новый русский рэп 3. Любимый рэпер твоих любимых рэпперов» (микстейп Drago) - 2010 — «Грани аспекта» (альбом Хаака) - 2011 — Metronome (альбом Форса) - 2011 — «proDUCKtion кассета» (альбом DJ Nik-One) - 2012 — «Антарес» (альбом Наума Блика и Sher Adishi) - 2012 — «Сказочно по**й» (микстейп Димы Гамбита) - 2012 — «Крокодил говорит» (альбом Рем Дигги) - 2012 — «Дай пять, Чиба» (микстейп Mic Chiba) - 2012 — «Американщина 2» (альбом Карандаша) - 2012 — «Джесть» (мини-альбом Джи Вилкса) - 2012 — «Лучше, чем вчера» (альбом Лиона) - 2013 — «Верхом на риддимах» (альбом Rigos’а) - 2013 — «У меня есть твой respect» (мини-альбом Рэккета) - 2014 — «Рок-н-рольщик» (микстейп d.masta) - 2015 — «Фитовой» (альбом Зануды) - 2016 — «Баста 5» (альбом Баста) |

## Видеография
| - 2008 — «СПб ч. 1» - 2010 — «Детектор» - 2010 — «40 строк» - 2010 — «Saint-P» (Видеоприглашение на Hip-Hop All Stars 2010) - 2011 — «Свойства характера» (уч. Хаак) - 2012 — «Стас Михайлов» (уч. Дима Гамбит) | - 2012 — «Хип-хоп-чика» (Видеоприглашение на Hip-Hop All Stars 2012) - 2013 — «Упоротый лис» - 2013 — «Начало» - 2013 — «#ПохYi» (Видеоприглашение на презентацию альбома «Красная жара») - 2013 — «Упоротый Гринч» - 2015 — «Левиафан» |